# تام بوید (بازیکن فوتبال)
تام بوید (انگلیسی: Tom Boyd؛ زادهٔ ۲۴ نوامبر ۱۹۶۵) یک بازیکن فوتبال اهل اسکاتلند است.
وی سابقه بازی برای تیم‌های باشگاه فوتبال مادرول، باشگاه فوتبال چلسی و باشگاه فوتبال سلتیک و همین طور ۷۲ بازی و یک گلی برای تیم ملی فوتبال اسکاتلند در کارنامه خود دارد.